# Doron Sheffer
Pour les articles homonymes, voir Sheffer (homonymie).
Doron Sheffer, né le 12 mars 1972, est un joueur israélien de basket-ball, évoluant au poste d'arrière.

## Biographie

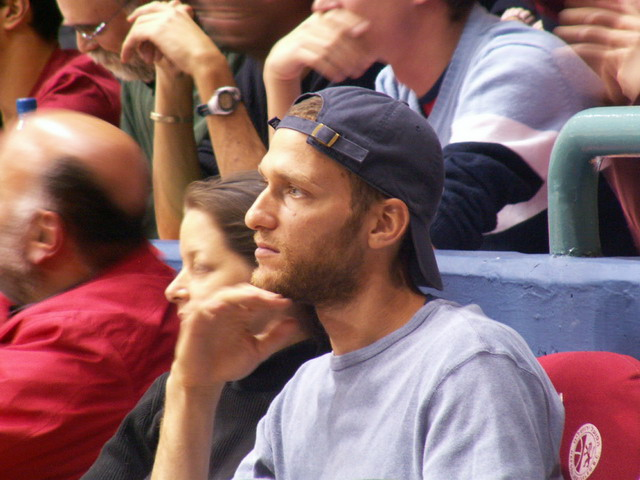
En 2005, à la Nokia Arena

Il se fait connaître du monde du basket-ball européen lorsqu'avec son club l'Hapoël Galil Elyon, il empêche le Maccabi Tel-Aviv de remporter de nouveau le titre après 23 ans sans interruption. Son club élimine le club phare d'Israël en demi-finale avant de remporter le titre.
Il rejoint ensuite le championnat NCAA pour évoluer avec les UConn Huskies.
Son passage y est remarqué, ce qui lui vaut d'être sélectionné à la 36e position de la draft 1996 de la NBA. Malgré un contrat garanti, il préfère regagner Israël pour évoluer avec le Maccabi Tel-Aviv. Après quatre saisons avec le Maccabi Tel-Aviv avec lequel il remporte quatre titres de champion d'Israël consécutifs, il surprend tout le monde en annonçant qu'il quitte le monde du basket-ball alors qu'il n'a que 28 ans.
Pendant trois ans, il parcourt le monde, en Inde, Amérique du Sud, Brésil, Costa Rica. Durant cette période, il se voit diagnostiquer une tumeur cancéreuse des testicules. Celle-ci peut toutefois être retirée sans l'aide de chimiothérapie.
Après trois saisons d'absence, malgré sa maladie et l'éloignements des parquets, il décide de revenir au basket-ball. Il s'entraîne alors dur pour regagner muscles et puissance. Son retour à la mi-saison avec son ancien club du Maccabi n'est pas à la hauteur des espérances. L'Hapoël Jérusalem, qui ambitionne de devenir un grand club d'Europe, prend le risque de le recruter pour la saison suivante. Il redevient un joueur majeur, rendant meilleurs les joueurs évoluant à ses côtés. En 2004, il remporte la Coupe ULEB avec le Hapoël Jérusalem.
Il prend sa retraite en 2005 mais revient en 2006 avant de se retirer définitivement en 2008.

## Club
- 0000-1993 :  Hapoël Galil Elyon
- 1993-1996 :  UConn Huskies (NCAA)
- 1996-1999 :  Maccabi Tel-Aviv
- janvier 2003 :  Maccabi Tel-Aviv
- 2003-2005 :  Hapoël Migdal Jérusalem
- 2005-2006 :  Hapoël Tel-Aviv
- 2007-2008 :  Hapoël Galil Elyon

## Palmarès

### Club
- Champion d'Israël 1993, 1997, 1998, 1999, 2000, 2003